# Sukomanunggal
Sukomanunggal é um kecamatan (subdistrito) da cidade de Surabaia, na Província Java Oriental, Indonésia.

## Keluharan
Sukomanunggal possui 5 keluharan:
- Simomulyo
- Sukomanunggal
- Tanjungsari
- Sono Kuwijenan
- Putatgede